# Comuna Novo Virje, Koprivnica-Križevci
Novo Virje este o comună în cantonul Koprivnica-Križevci, Croația, având o populație de 1.216 locuitori (2011).

## Demografie
Componența etnică a comunei Novo Virje
     Croați (99,84%)
     Necunoscut (0%)
     Neclasificat (0,08%)
Componența confesională a comunei Novo Virje
     Catolici (99,01%)
     Necunoscută (0,16%)
     Alte religii (0,82%)
Conform recensământului din 2011, comuna Novo Virje avea 1.216 locuitori. Din punct de vedere etnic, majoritatea locuitorilor (99,84%) erau croați. Din punct de vedere confesional, majoritatea locuitorilor (99,01%) erau catolici. Pentru 0,16% din locuitori nu este cunoscută apartenența confesională.